# Левенди
Левенди е категория военизирано население от крайбрежните селища в Османската империя. То се ползвало със специален статут.
Левендите служели главно и основно за моряци в османския флот и се набирали от Румелия, а не от Архипелага. Левендите служели също и като пехотинци и кавалеристи според нуждите на османската армия или местната власт. 